# Конрад фон Еверщайн
Конрад (IV) фон Еверщайн (на немски: Konrad (IV) von Everstein-Ohsen; * пр. 1202; † 14 октомври 1256 в Брауншвайг) е граф на Еверщайн-Охсен в Емертал на река Везер, в Долна Саксония.
Той е син на граф Албрехт IV фон Еверщайн († 19 септември 1214) и първата му съпруга, на която името не е известно. Баща му се жени втори път между 1198 и 1202 г. за Агнес Баварска фон Вителсбах († сл. 1219), вдовица на вилдграф Герхард I фон Кирбург († сл. 1198), дъщеря на пфалцграф Ото VII фон Вителсбах († 1189).
Брат е на Херман I († 1272), граф фон Еверщайн-Поле, и Лудвиг I 'Стари' († 1284), граф фон Еверщайн.
Конрад (IV) фон Еверщайн умира на 14 октомври 1256 г. в Брауншвайг и е погребан в църквата Св. Блазии.

## Фамилия
Конрад фон Еверщайн се жени за Лутгард († пр. 14 февруари 1243). Те имат шест деца:
- Лудвиг фон Еверщайн († сл. 1230)
- Ото фон Еверщайн († сл. 1230)
- Херман фон Еверщайн († сл. 1230)
- Конрад (V) фон Еверщайн-Охсен (* пр. 1243; † 23 април 1283/7 май 1284), женен I. пр. 25 май 1278 г. за фон Вайда-Гера, II. ок. 1227 г. за Ирмгард фон Шалксберг († сл. 1283)
- Еберхард фон Еверщайн-Охсен († сл. 1246)
- Агнес фон Еверщайн-Охсен († сл. 1287), монахиня в Бренкхаузен

Конрад фон Еверщайн се жени втори път сл. 1243 г. за Ерментруд фон Дасел-Нинофер († сл. 1253), дъщеря на Адолф II фон Дасел-Нинофер († сл. 1257) и Ерментруд († сл. 1256). Те имат три деца:
- Адолф фон Еверщайн († сл. 1457)
- Лудолф/Лудвиг фон Еверщайн († сл. 1259)
- ? Хайнрих фон Еверщайн († сл. 1266)